# Карликовая планета
Карликовая планета, согласно определению XXVI Ассамблеи Международного астрономического союза в 2006 году — это небесное тело, которое:
- вращается по орбите вокруг Солнца;
- имеет достаточную массу для того, чтобы, в отличие от малых тел Солнечной системы, под действием сил гравитации поддерживать близкую к сферической форму;
- не является спутником планеты;
- не может, в отличие от планет (также больших планет), расчистить район своей орбиты от других объектов[1][2].

## Известное и возможное количество
Международным астрономическим союзом официально признаны пять карликовых планет: одна в поясе астероидов (Церера) и четыре транснептуновых объекта (Плутон и далее в порядке удаления от Солнца). Часто к карликовым планетам причисляют ещё четыре (Гун-гун, Квавар, Орк и Седна). Вполне возможно, что по меньшей мере ещё 40 из известных объектов в Солнечной системе могут быть карликовыми планетами. В августе 2011 года первооткрыватель многих транснептуновых объектов Майкл Браун предложил список из 390 кандидатов в карликовые планеты. По различным оценкам учёных, может быть обнаружено до 260 карликовых планет в поясе Койпера и до 10 000 карликовых планет за его пределами.
В марте 2020 года, в ходе составления крупномасштабной карты южной части неба, было обнаружено более 100 новых ТНО.

## Список карликовых планет

### Признанные МАС
1. Церера — ПА — 0 спутников
2. Плутон — ОПК — 5 спутников — Харон, Гидра, Никта (Никс), Кербер, Стикс.
3. Хаумеа — ОПК — 2 спутника — Хииака и Намака
4. Макемаке — ОПК — 1 спутник — S/2015 (136472) 1
5. Эрида (Эрис) — РД — 1 спутник — Дисномия

### Не признанные МАС, признанные различными астрономами
Ещё четыре транснептуновых объекта многие астрономы также считают карликовыми планетами, хотя МАС их ещё таковыми не признал.
1. Седна — 0 спутников
2. Квавар — 1 спутник — Вейвот
3. Орк — 1 спутник — Вант
4. Гун-гун — 1 спутник — Сянлю

### Наиболее вероятные потенциальные кандидаты
1. Варуна
2. Иксион
3. Салация
4. Гуйя
5. Лелеакухонуа (Гоблин)
6. Девана
7. Варда
8. Гкъкунлъʼхомдима
9. Баффи
10. Хаос

## Характеристики карликовых планет
В 2006 МАС официально назвал три тела, которые сразу получили классификацию карликовых планет — бывшая планета Плутон, считавшаяся крупнейшим транснептуновым объектом, Эрида и крупнейший астероид Церера. Позже карликовыми планетами были объявлены ещё два транснептуновых объекта (Хаумеа и Макемаке). Важным претендентом на статус карликовой планеты является удалённый от Солнца объект (90377) Седна — хотя МАС не присвоил ей данного статуса, некоторые учёные считают её таковой. Термин «карликовая планета» следует отличать от понятия «малая планета», которым исторически называют также и астероиды.
| Название                                        | Церера                          | Плутон                              | Хаумеа                       | Макемаке                                       | Эрида                                         |  | Седна                                         |
| ----------------------------------------------- | ------------------------------- | ----------------------------------- | ---------------------------- | ---------------------------------------------- | --------------------------------------------- |  | --------------------------------------------- |
| Номер по ЦМП                                    | 1                               | 134340                              | 136108                       | 136472                                         | 136199                                        |  | 90377                                         |
| Обозначения                                     | A899 OF; 1943 XB                |                                     | 2003 EL61                    | 2005 FY9                                       | 2003 UB313,                                   |  | 2003 VB12                                     |
| Район Солнечной системы                         | Пояс астероидов                 | Пояс Койпера                        | Пояс Койпера                 | Пояс Койпера                                   | Рассеянный диск                               |  | Облако Оорта                                  |
| Диаметр (км)                                    | 963×891                         | 2370±20                             | 1960×1518×996                | 1478±34                                        | 2326±12                                       |  | 995±80                                        |
| Масса в кг                                      | 9,4±0,1⋅1020                    | 1,305⋅1022                          | 4,2⋅1021                     | ~ 3·1021                                       | ~ 1,67⋅1022                                   |  | 8,3⋅1020—7,0⋅1021 [4]                         |
| Средний экваториальный радиус в км              | 471                             | 1148,07                             | 750                          | 751                                            | ~ 1300                                        |  | ~500                                          |
| Средний экваториальный радиус*                  | 0,074                           | 0,180                               | 0,118                        | 0,118                                          | 0,19                                          |  | 0,08                                          |
| Объём*                                          | 0,0032                          | 0,053                               | 0,013                        | 0,013                                          | 0,068                                         |  |                                               |
| Плотность (т/м³)                                | 2,161                           | 1,86                                | 2,6                          | ~ 1,7±0,3                                      | 2,52                                          |  | 2,0?                                          |
| Ускорение свободного падения на экваторе (м/с²) | 0,27                            | 0,60                                | ~ 0,44                       | ~ 0,4                                          | ~ 0,68                                        |  | 0,33—0,50                                     |
| Первая космическая скорость (км/с)              | 0,51                            | 1,2                                 | 0,57                         | 0,52                                           | 0,98                                          |  |                                               |
| Период вращения [Т] (ч) (сидерические сутки)    | 9,07417                         | −153,2935 (ретроградное)            | 3,9154±0,0001                | 7,771±0,003                                    | 25,9                                          |  | 10                                            |
| Большая полуось орбиты* то же в км              | 2,766 413 715 000               | 39,482 5 906 376 200                | 43,1165 6 450 000 000        | 45,3686 6 787 000 000                          | 67,9365 10 163 000 000                        |  | 491,4 73 500 000 000                          |
| Перигелий                                       | 2,5465 а. е. (381 028 000 км)   | 29,667 а. е.                        | 34,494401 а. е.              | 38,050866 а. е.                                | 37,911 а. е.                                  |  | 76,3 а. е.                                    |
| Афелий                                          | 2,9842 а. е. (446 521 000 км)   | 49,31 а. е.                         | 51,475447 а. е.              | 52,821736 а. е.                                | 97,651 а. е.                                  |  | 906,5 а. е.                                   |
| Период обращения* (лет)                         | 4,599                           | 248,09                              | 281,83                       | 306,28                                         | 558,04                                        |  | 10 900                                        |
| Средняя орбитальная скорость (км/с)             | 17,882                          | 4,666                               | 4,484                        | 4,419                                          | 3,437                                         |  | 1,04                                          |
| Эксцентриситет орбиты                           | 0,080                           | 0,24880766                          | 0,1975233                    | 0,16254481                                     | 0,44177                                       |  | 0,84472                                       |
| Наклонение орбиты                               | 10,587°                         | 17,14175°                           | 28,201975°                   | 29,011819°                                     | 44,187°                                       |  | 11,930983°                                    |
| Температура (°С)                                | -106,15                         | -233,15                             | -223                         | -240,65                                        | −253                                          |  |                                               |
| Средняя температура поверхности (К)             | 167                             | 40                                  | 50                           | 30—35 (на основании альбедо)                   | 30                                            |  |                                               |
| Дата открытия                                   | 1 января 1801                   | 18 февраля 1930                     | 28 декабря 2004              | 31 марта 2005                                  | 5 января 2005                                 |  | 14 ноября 2003                                |
| Первооткрыватель                                | Пиацци, Джузеппе                | Клайд Томбо                         | Майкл Браун, Хосе Луис Ортис | Майкл Браун, Чедвик Трухильо, Дэвид Рабиновиц  | Майкл Браун, Чедвик Трухильо, Дэвид Рабиновиц |  | Майкл Браун, Чедвик Трухильо, Дэвид Рабиновиц |
| Количество известных спутников                  | 0                               | 5                                   | 2                            | 1                                              | 1                                             |  | 0                                             |
| Абсолютная звёздная величина                    | 3,36±0,02                       | -0,7                                | 0,02                         | −0,44                                          | −1,17+0,06 −0,11                              |  | 1,56                                          |
| Видимая звёздная величина                       | от 6,7[15] до 9,32[16]          | >13,65[2]                           | 17,3 (противостояние)        | 16,7 (противостояние)                          | 18,7                                          |  | 21,1                                          |
| Альбедо                                         | 0,090 ± 0,0033 (геометрическое) | 0,4—0,6 (Бонда), 0,5—0,7 (геом.)[2] | 0,84+0,1                     | 0,77±0,03, 0,782+0,103 −0,086 (геометрическое) |                                               |  | 0,32±0,06                                     |

* Значение в сравнении с Землёй.
Из этого списка только Плутон был «понижен в звании», став карликовой планетой и потеряв статус планеты, а остальные — наоборот, «повышены», перестав быть просто одними из астероидов.

## Другие кандидаты
Уже известны несколько десятков тел, которые потенциально могут квалифицироваться как карликовые планеты. Из таких объектов в таблице ниже перечислены те, чей диаметр наиболее вероятно больше или около 600 км (в том числе первые 6 из них называются главными кандидатами первооткрывателями крупнейших из недавно открытых транснептуновых объектов Майклом Брауном, Чедвиком Трухильо и другими ключевыми исследователями и экспертами):
| Название           | Категория                 | Диаметр, км     | Масса, ⋅1018 кг |
| ------------------ | ------------------------- | --------------- | --------------- |
| Гунгун             | Объект рассеянного диска  | ~1535           | 1750            |
| Квавар             | Кьюбивано в поясе Койпера | 1074—1170       | 1400±100        |
| Седна              | транснептуновый объект    | 995±80          | 830 - 7000      |
| Мани               | Кьюбивано в поясе Койпера | ~934            | неизвестна      |
| Орк                | Плутино в поясе Койпера   | 917—946         | 636,1±3,3       |
| Салация            | Кьюбивано в поясе Койпера | ~921            | 466±22          |
| 2005 UQ513         | Кьюбивано в поясе Койпера | 550—1240        | неизвестна      |
| 2002 TC302         | Объект рассеянного диска  | 590—1145        | 1500            |
| Варда              | Кьюбивано в поясе Койпера | 500—1130        | 266,4±6,4       |
| 2002 UX25          | Кьюбивано в поясе Койпера | 681—910         | 125±3           |
| Ахлис              | Плутино в поясе Койпера   | 940 × 766 × 490 | неизвестна      |
| Айа                | Кьюбивано в поясе Койпера | 626—850         | ~410            |
| 2006 QH181         | Объект рассеянного диска  | 460—1030        | неизвестна      |
| Девана             | Объект рассеянного диска  | 470—1000        | неизвестна      |
| Шиминигагуа        | Объект рассеянного диска  | ~733            | неизвестна      |
| Ритона             | Кьюбивано в поясе Койпера | ~730            | неизвестна      |
| 2003 VS2           | Плутино в поясе Койпера   | ~725            | неизвестна      |
| Варуна             | Кьюбивано в поясе Койпера | 722             | ~590            |
| 2010 KZ39          | Объект рассеянного диска  | 440—980         | неизвестна      |
| 2004 XA192         | Кьюбивано в поясе Койпера | 420—940         | неизвестна      |
| 2004 GV9           | Кьюбивано в поясе Койпера | ~677            | неизвестна      |
| 2007 JJ43          | Неизвестна (пояс Койпера) | 609—730         | неизвестна      |
| Иксион             | Плутино в поясе Койпера   | ~650            | 580             |
| Гкъкунлъʼхомдима   | Объект рассеянного диска  | 638             | 136,1 ± 3,3     |
| 2004 XR190 «Баффи» | Объект рассеянного диска  | 425—850         | 60—480          |
| 2001 UR163         | Объект рассеянного диска  | ~636            | неизвестна      |
| 2014 UZ224         | объект рассеяного диска   | 635+65-72       | неизвестна      |
| 2010 RE64          | Кьюбивано в поясе Койпера | 380—860         | неизвестна      |
| 2010 RF43          | Кьюбивано в поясе Койпера | ~613            | неизвестна      |
| Хаос               | Кьюбивано в поясе Койпера | ~600            | неизвестна      |
| 2015 KH162         | Кьюбивано в поясе Койпера | 400—800         | неизвестна      |
| 2010 FX86          | Объект рассеянного диска  | ~598            | неизвестна      |
| 2012 VP113         | Объект рассеянного диска  | ~595            | неизвестна      |
| 2013 FZ27          | Объект рассеянного диска  | ~595            | неизвестна      |
| 2018 VG18          |                           | ~595            | неизвестна      |
| 2003 UZ413         | Кьюбивано в поясе Койпера | ~591            | неизвестна      |
| 2008 ST291         | Объект рассеянного диска  | ~583            | неизвестна      |
| 2005 RM43          | Объект рассеянного диска  | ~580            | неизвестна      |
| 1996 TL66          | Объект рассеянного диска  | 575±115         | 200             |
| 2002 XW93          | Объект рассеянного диска  | 565—584         | неизвестна      |
| 2004 UM33          | Кьюбивано в поясе Койпера | 340—770         | неизвестна      |
| 2004 TY364         | Кьюбивано в поясе Койпера | ~554            | неизвестна      |
| 2002 XV93          | Плутино в поясе Койпера   | ~549            | неизвестна      |
| 2004 NT33          | Кьюбивано в поясе Койпера | 423—580         | неизвестна      |
| Гуйя               | Плутино в поясе койпера   | 439+27−26       | неизвестна      |
| Лелеакухонуа       | Седноид                   | 300             | неизвестна      |

Статус Харона, который сейчас рассматривается как спутник Плутона, остаётся неокончательным, так как в настоящее время нет точного определения по разграничению планет со спутником от двойных планетных систем. Проект резолюции (5), опубликованный МАС, указывает, что Харон может рассматриваться как планета, потому что:
1. Харон сам по себе удовлетворяет критериям по размерам и форме для статуса карликовой планеты.
2. Харон, по причине его большой массы по сравнению с Плутоном, обращается с Плутоном вокруг общего центра масс, расположенного в пространстве между Плутоном и Хароном, а не вокруг точки, находящейся внутри Плутона.

Помимо Харона и всех остальных кандидатов-транснептуновых объектов, три крупных объекта в поясе астероидов (Веста, Паллада и Гигея) должны будут классифицироваться как карликовые планеты, если окажется, что их форма определяется гидростатическим равновесием. К настоящему времени это убедительно не доказано.
11 октября 2016 года астрономы из американского Мичиганского университета заявили об открытии в Солнечной системе новой кандидата в карликовые планеты 2014 UZ224. «Карлик» находится на расстоянии 38—180 а.е. от Солнца. Полный оборот вокруг Солнца объект совершает за 1136 лет.
В 2025 году было объявлено об открытии в Занептунье кандидата в карликовые планеты 2017 OF201 с орбитой 45—1610 а.е. Диаметр объекта оценивается в 700 км при альбедо 0,15. Яркость 2017 OF201 не показывает переменности более 0,1 звёздной величины, что указывает на то, что его форма, вероятно, близка к сферической.

## Размер и масса карликовых планет
Нижний и верхний пределы размера и массы карликовых планет не указаны в решении МАС. Нет строгих ограничений на верхние пределы, и объект больше или массивнее Меркурия с неочищенными окрестностями орбиты может классифицироваться как карликовая планета.
Нижний предел определяется понятием гидростатически равновесной формы, однако размер и масса объекта, который достиг такой формы, неизвестен. Эмпирические наблюдения наводят на мысль, что они могут сильно различаться в зависимости от состава и истории объекта. Первоисточник предварительного решения МАС, определяющего гидростатически равновесную форму, применяется «к объектам с массой более 5⋅1020 кг и диаметром более 800 км», однако это не вошло в окончательное решение 5A, которое было одобрено.
По мнению некоторых астрономов, новое определение означает прибавление до 45 новых карликовых планет.